# Gilbert Thomas Burnett
Gilbert Thomas Burnett (15. dubna 1800 Londýn – 27. července 1835) byl britský botanik a zoolog.
Burnett byl prvním profesorem botaniky na King's College v Londýně (1831–1835). Napsal několik knih na botanická témata, ale byl také autorem například Illustrations of the Manupeda or apes and their allies, vydané roku 1828. Byl členem Linnean Society of London.

Anglický botanik John Lindley po něm roku 1840 pojmenoval rod orchidejí Burnettia.

## Dílo
- Outlines of Botany (1835)
- Illustrations of Useful Plants employed in the Arts and Medicine
- Illustrations of the Manupeda or apes and their allies (1828)